# Reidita
La reidita és un mineral de la classe dels silicats. Va ser aprovada com a espècie mineral per l'IMA l'any 2001 i va rebre el seu nom per part de Billy P. Glass, Shaobin Liu, i Peter B. Leavens en honor d'Alan F. Reid, el qual va sintetitzar el mineral per primera vegada en experiments d'alta pressió l'any 1969.

## Característiques
La reidita és un silicat de fórmula química ZrSiO₄. Cristal·litza en el sistema tetragonal. És incolora i la seva duresa a l'escala de Mohs és 7,5.
Segons la classificació de Nickel-Strunz, la reidita pertany a «9.AD - Nesosilicats sense anions addicionals; cations en [6] i/o major coordinació» juntament amb els següents minerals: larnita, calcio-olivina, merwinita, bredigita, andradita, almandina, calderita, grossulària, henritermierita, hibschita, hidroandradita, katoïta, goldmanita, kimzeyita, knorringita, majorita, morimotoïta, vogesita, schorlomita, spessartina, uvarovita, wadalita, holtstamita, kerimasita, toturita, momoiïta, eltyubyuïta, coffinita, hafnó, torita, thorogummita, zircó, stetindita, tombarthita-(Y), huttonita i eulitina.

## Formació i jaciments
La reidita apareix en grans de zircó amb deformitats d'impacte amb una estructura del tipus scheelita. Es necessiten pressions de 30 a 53 GPa perquè es produeixi aquesta transformació. La reidita té la mateixa composició química que el zircó però és aproximadament un 10% més densa.
La reidita ha estat trobada al talús continental superior de la costa de Nova Jersey, a l'oceà Atlàntic; a Barbados, al cràter Chesapeake Bay, Virgínia i cràter Rock Elm, Wisconsin, als Estats Units; al cràter Ries, Bavària, a Alemanya i al cràter Xiuyan, Liaoning, a la Xina. L'any 2015 es va trobar reidita en una estructura precambriana a Escòcia.